# 湘乐砖塔
湘乐砖塔，位于中华人民共和国甘肃省庆阳市宁县湘乐镇，是一座六角七层楼阁式砖塔，始建于宋代。该塔第一层较高，南侧开有塔门，北侧开龛，塔室同为六角形。第二层及以上每面开有真门或假门，第七层以上全毁。2002年，该塔下方曾被人安放炸药，其中一处被引爆，但塔身并未出现明显损伤。2006年，湘乐砖塔被列为全国重点文物保护单位。

## 历史
湘乐砖塔始建于宋代，具体年份不详:179。2002年4月15日，湘乐砖塔下方被安放了两处炸药，其中一处位于塔基西面5米处的电雷管被引爆，爆炸后形成深4.3米、直径1.1米的大空洞，致使湘乐塔塔基部分坍塌、震裂，塔身砖瓦松动脱落，但塔体未发现明显损伤。文物部门随即回填了被炸出的土坑，并此后安排文保员日夜巡逻，相关追查活动交由当地公安机关处理。2006年，湘乐砖塔被列为全国重点文物保护单位。2015年，湘乐砖塔的保护规划编制立项和修缮工程立项获国家文物局批复同意。

## 结构
湘乐砖塔位于中华人民共和国甘肃省庆阳市宁县湘乐镇，是一座六角七层楼阁式砖塔，现存塔体高度约为22米。第一层塔身较高，每面宽3.76米，南侧开有券门，门高2.22米，宽1.18米，进深2.06米。由塔门可以进入塔室，塔室为六角形，边长1.42米。底层北侧开有一面券门，高1.65米，宽0.7米，进深0.8米，门内开龛，龛高2米，宽1.04米。第二层至第四层外均有平座，其中第二层和第三层的平座下方均有斗拱承托，第四层的平座仅有直棂栏杆，栏杆间隙处有字形花饰的雕刻。第二层以上各层每面各开三间，各层每隔一面开有真门或假门，门的两侧为直棂窗或卧棂窗，各层之间交错排列。每层顶部均有塔檐，各面均有五朵砖仿木结构斗拱或替木。第七层以上全部塌毁，原造型已经无从辨认。:179:96